# یونوسفر

لایه‌های جو

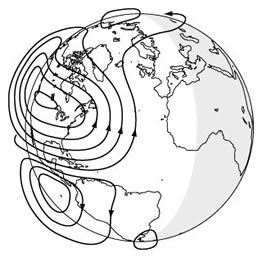
جریان‌های الکتریکی در یون‌کره

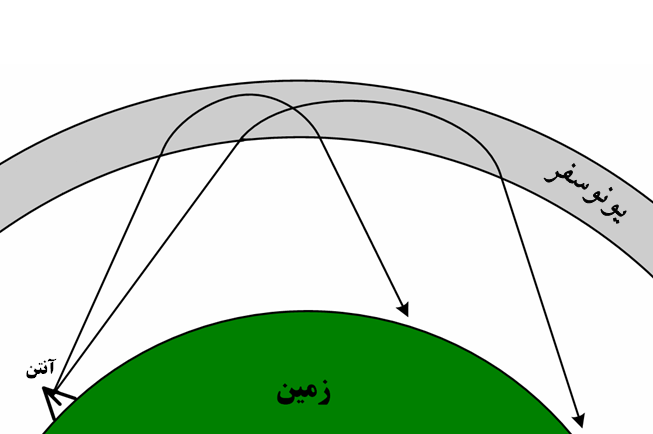
رفتار امواج رادیویی در برخورد با لایه یون‌کره.

یون‌سپهر یا یونوسفِر (به فرانسوی: Ionosphère) در بالاترین لایهٔ اَتمُسفِر (هواسپهر) جای دارد. یونوسفر بخشی یونیده از جو بالایی زمین است، از حدود ۴۸ کیلومتر (۳۰ مایل) تا ۹۶۵ کیلومتر (۶۰۰ مایل) بلندی دارد. این لایه پرتوهای خطرناک فرابنفش و پرتو ایکس خورشید را ربوده و مانند سقفی از ورودشان به زمین پیش‌گیری کرده تا زندگی بر روی سیاره زمین شدنی گردد. همچنین به دلیل محیط الکتریکی موجود در یونسپهر از این لایه برای بازتاب موج‌های رادیویی به پیرامون زمین استفاده می‌شود. اگر این لایه به هر دلیلی دچار اختلال شود تأثیرهای بسیاری بر زمین می‌گذارد و زیستن را مختل می‌کند. کارل فریدریش گاوس، ریاضیدان و فیزیکدان آلمانی در آغازهای سال ۱۸۳۹، ادعا کرد که یک منطقه الکتریکی اتمسفر ممکن است تغییرات مشاهده شده در میدان مغناطیسی (مگناتیک) را مشاهده کند.
شصت سال بعد، گولیلمو مارکونی نخستین سیگنال رادیویی اتلانتیک را در ۱۲ دسامبر ۱۹۰۱ در سنت جونز، نیوفاندلند (اکنون در کانادا) با استفاده از یک آنتن با پشتیبانی از بادباد ۱۵۲.۴ متری (۵۰۰ فوت) برای دریافت پذیرایی دریافت کرد. ایستگاه انتقال در کورن‌وال، پولدهو از فرستنده جرقه شکاف برای تولید یک سیگنال با فرکانس تقریبا ۵۰۰ کیلوهرتز و قدرت ۱۰۰ برابر بیشتر از هر سیگنال رادیویی که قبلا تولید شده است استفاده کرد. پیام دریافت شده سه dits بود، کد مورس برای نامه S. برای رسیدن به نیوفاندلند سیگنال باید دو بار از یونوسفر پرش کند. با این حال، دکتر جک بلروس این کار را بر اساس کار نظری و تجربی کرده است. با این حال، مارکونی یک سال بعد، به برقراری ارتباط با ارتباطات بی‌سیم در سراسر جهان، در گلیس بی، نوا اسکوشیا دست یافت.